# Twistys
Twistys — велика канадська порностудія і однойменний сайт Twistys.com, що містить порнографію різних жанрів.

## Опис
Сайт Twistys.com був відкритий в 2001 році. Був придбаний компанією MindGeek у 2011 році. До придбання MindGeek, Twistys разом з сестринськими сайтами: GayTube, SexTube і TrannyTube, належав Carsed Marketing. Відмінна риса сайту — м'який підхід до порнографії. Незважаючи на елементи хардкорного контенту, більша частина контенту Twistys містить софт-порнографію. Більша частина контенту доступна за щомісячної підписки. Популярність посилюється тим, що сайт оновлюється щодня, постійно поповнюючи базу новими матеріалами.
Twistys.com разом з великою кількістю інших відомих порносайтів, підтримується і управляється MindGeek. Сайт займає четверте місце по популярності в мережі порносайтів MindGeek. Коли Twistys був придбаний, Mindgeek був відомий як Manwin.
Зміна назви сталася незабаром після відставки керуючого партнера Фабіана Тілмана. Тілман придбав компанію після покупки активів у початкових засновників Mansef. У 2013 році він продав свою частку Ферасу Антоону і Девіду Тассілло, вищому керівництву компанії. Потім компанія об'єдналася з Redtube, великим порновідеосайтом, створивши тим самим MindGeek.
У жовтні 2009 року сайт виграв премію NightMoves Award в категорії «Кращий інтернет-сайт» (вибір редакції). У січні 2013 року сайт став лауреатом премії XBIZ Award в категорії «Фотосайт року».

## Статистика
Станом на лютий 2019 року сайт Twistys має глобальний рейтинг 39 602.

## Дочірні сайти
В даний час в Twistys працюють десять вебсайтів, які мають різні тематичні аспекти з точки зору сюжетних ліній і сексуальних уподобань. Вони також варіюються від хардкорних до софткорних, щоб задовольнити різні смаки. Ось деякі приклади:
- Whengirlsplay.com
- Momknowsbest.com
- Twistyshard.com
- Nicolegraves.com

## Twistys Treats
Починаючи з серпня 2005 року, сайт щомісяця вибирає моделей місяці (Treat of the Month). З 2009 року шляхом голосування обирають моделей року (Treat of the Year).

## Нагороди та номінації
| Рік  | Нагорода         | Результат | Категорія                                           |
| ---- | ---------------- | --------- | --------------------------------------------------- |
| 2009 | NightMoves Award | Перемога  | Кращий інтернет-сайт (вибір редакції)               |
| 2011 | AVN Award        | Номінація | Найкраща нова компанія — виробник відео             |
| 2011 | AVN Award        | Номінація | Кращий фотосайт                                     |
| 2011 | Galaxy Award     | Перемога  | Кращий еротичний вебсайт                            |
| 2011 | XBIZ Award       | Номінація | Solo Girl Site of the Year                          |
| 2012 | AVN Award        | Номінація | Best Membership Website                             |
| 2012 | XBIZ Award       | Номінація | Adult Site of the Year — Membership (Solo/All-Girl) |
| 2012 | YNOT Award       | Номінація | Найкращий глобальний порносайт                      |
| 2013 | AVN Award        | Номінація | Кращий фотосайт                                     |
| 2013 | AVN Award        | Номінація | Best Membership Website                             |
| 2013 | RISE Award       | Номінація | Сайт року                                           |
| 2013 | XBIZ Award       | Номінація | Порносайт року                                      |
| 2013 | XBIZ Award       | Перемога  | Фотосайт року                                       |
| 2013 | YNOT Award       | Номінація | Найкращий глобальний порносайт                      |
| 2014 | AVN Award        | Номінація | Кращий гламурний вебсайт                            |
| 2014 | XBIZ Award       | Номінація | Фотосайт року                                       |
| 2015 | AVN Award        | Номінація | Кращий гламурний вебсайт                            |
| 2015 | RISE Award       | Перемога  | Сайт року                                           |
| 2016 | RISE Award       | Перемога  | Сайт року                                           |
| 2018 | NightMoves Award | Номінація | Live Cam Website Company of the Year                |